# Elaine Mineiro
Elaine Cristina Mineiro, também conhecida como Elaine do Quilombo Periférico (São Paulo, 6 de fevereiro de 1984), é geógrafa, arte educadora, ativista cultural, militante negra e política brasileira com atuação na Cidade Tiradentes.

## Biografia
Paulistana ativista do movimento negro e do direito à cultura na Zona Leste de São Paulo, tendo cursado Geografia na Universidade Camilo Castelo Branco por incentivo de sua mãe, uma liderança comunitária da periferia de São Paulo, Elaine Mineiro é filiada ao Partido Socialismo e Liberdade e coordenadora de um dos núcleos da UNEAfro Brasil. 
Elaine foi eleita vereadora pelo PSOL com 22.742 votos em 2020 com o mandato coletivo Quilombo Periférico formado ao todo por seis integrantes.  Mandatos coletivos eram inéditos na Câmara Municipal de São Paulo até então. Além disso, se tornou uma das seis mulheres negras eleitas para o cargo na capital paulista em 72 anos. Em 2024 concorreu a reeleição, porém não foi eleita, obteve 15.615 votos.

## Vereadora em São Paulo
Como parlamentar municipal, Elaine foi relatora na corregedoria da Câmara do processo contra o vereador Camilo Cristófaro (então no PSB) pela fala racista dele durante sessão da CPI dos Aplicativos. Seu relatório favorável à cassação do mandato do vereador foi aprovado pela corregedoria e seguiu para votação no plenário da casa, de modo a se tornar o primeiro caso a não ficar impune diante de sua repercussão na opinião pública.
Em 19 de setembro de 2023, de fato, o plenário da Câmara Municipal de São Paulo votou o relatório e decidiu pela cassação do mandato de Camilo Cristófaro (AVANTE) que se tornou o primeiro vereador da história do Legislativo municipal paulistano a perder o mandato por racismo.

### Projetos legislativos aprovados
A vereadora Elaine do Quilombo Periférico havia protocolado 83 proposições e possuía 17 projetos de lei aprovados na Câmara Municipal de São Paulo, com destaque para a participação no PL que resultou na Lei Paul Singer dispondo sobre economia solidária no município de São Paulo e o PL individual nº 643, 22 de novembro de 2022, que dispõe sobre a inclusão do dia da pessoa trancista (profissional responsável por tranças de cabelos) no calendário de eventos da cidade e se converteu na Lei municipal nº 17.993/2023, de acordo com dados do legislativo municipal de 18 de janeiro de 2024.

## Desempenho eleitoral
| Ano  | Eleição                        | Partido | Candidato a | Votos  | %     | Resultado  | Ref    |
| ---- | ------------------------------ | ------- | ----------- | ------ | ----- | ---------- | ------ |
| 2020 | Eleição Municipal de São Paulo | PSOL    | Vereadora   | 22.742 | 0,44% | Eleita     | [ 15 ] |
| 2024 | Eleição Municipal de São Paulo | PSOL    | Vereadora   | 15.615 | 0,27% | Não-Eleita | [ 5 ]  |